# Колотуша, Василий Иванович
Васи́лий Ива́нович Колоту́ша (26 июня 1941 — 11 июля 2020) — советский, российский дипломат. Чрезвычайный и полномочный посол (14 сентября 1990).

## Биография
Окончил МГИМО МИД СССР (1965). После окончания института работал на различных должностях в Посольствах СССР в Объединённой Арабской Республике, Ливане, Ираке, Марокко.
С 22 апреля 1986 по 14 сентября 1990 года занимал пост чрезвычайного и полномочного посла СССР в Ливане. В возрасте 45 лет стал самым молодым послом в СССР.
В 1990—1992 годах — начальник Управления Ближнего Востока и Северной Африки МИД СССР/России.
С 16 декабря 1992 по 31 декабря 1999 года был чрезвычайным и полномочным послом России в Марокко.
Был женат, двое детей.

## Награды и почётные звания
- Орден Дружбы народов (17 августа 1991)[8]
- Медаль «За трудовую доблесть»
- Медаль «Ветеран труда»
- Почётный работник Министерства иностранных дел Российской Федерации

## Основные труды
- Колотуша В. И. Сколько стоит жизнь посла в тротиловом эквиваленте? Бейрутские зарисовки, 1986–1990 гг. / Отв. ред. А. О. Филоник; Институт востоковедения РАН. — М.: ИВ РАН, 2013. — 140 с. — (Российские дипломаты в странах Востока). — ISBN 978-5-89282-539-9.
- Колотуша В. И. «Лагерь содержания неизвестен… Место захоронения — Wlodomierz»: История одного из лагерей советских военнопленных. — М.: Весь Мир, 2018. — 440 с. — 1000 экз. — ISBN 978-5-7777-0721-5.
- Колотуша В. И. Без грифа секретности или байки старого толмача. — М.: Весь Мир, 2020. — 464 с. — ISBN 978-5-7777-0816-8.